# شهرستان املش
شهرستان اَملَش از شهرستان‌های شمالی ایران واقع در استان گیلان است. مردم این شهرستان از قوم گیلک هستند و به زبان گیلکی صحبت می کنند؛ مرکز شهرستان املش شهر املش است.
شهرستان املش با مساحت تقریبی ۳۵۰ کیلومتر مربع در فاصله ۷۵ کیلومتری شهرستان رشت و در ۱۶ کیلومتری شهرستان رودسر و شهرستان لنگرود قرار دارد.طی کاوش های جدید مشخص گردیده که املش خاستگاه حکومت آل بویه بوده و روستایی با همین نام نیز در بخش رانکوه این شهرستان وجود دارد.
جمعیت آن بالغ بر ۵۰ هزار نفر و شامل دو بخش (مرکزی و رانکوه) و دو شهر (شهر املش و رانکوه) و ۵ دهستان و ۱۴۶ روستا می‌باشد. شهر املش به مساحت ۹/۴ کیلومتر مربع مرکز این شهرستان می‌باشد. قدمت این شهر به دوران سلطنت شاه عباس صفوی بر می‌گردد. در این دوران امرایی به نام‌های ولی سلطان صوفی و بهرام علی صوفی به امر شاه عباس به حکومت رانکوه و دیلمان منصوب و در املش سکنی گزیدند.
کشف آثاری از قرون گذشته در این منطقه، حاکی از این است که املش سابقه کهن تاریخی پیش از اسلام را دارد.
این شهرستان یکی از دو معدن بزرگ میکای سیاه و دولومیت ایران را در قلب خود جای داده‌است.

## تقسیمات کشوری
این شهرستان شامل دو بخش رانکوه و مرکزی و پنج دهستان به نامهای سمام، شبخوسلات، کجید، املش جنوبی و املش شمالی است.
- بخش مرکزی شهرستان املش
  - دهستان املش جنوبی
  - دهستان املش شمالی

شهر: املش
- بخش رانکوه
  - دهستان سمام
  - دهستان شبخوس لات
  - دهستان کجید

شهر: رانکوه

## جمعیت
براساس سرشماری سال ۱۳۹۵ جمعیت املش برابر با ۴۳٬۲۲۵ نفر بوده‌است.

## نگارخانه

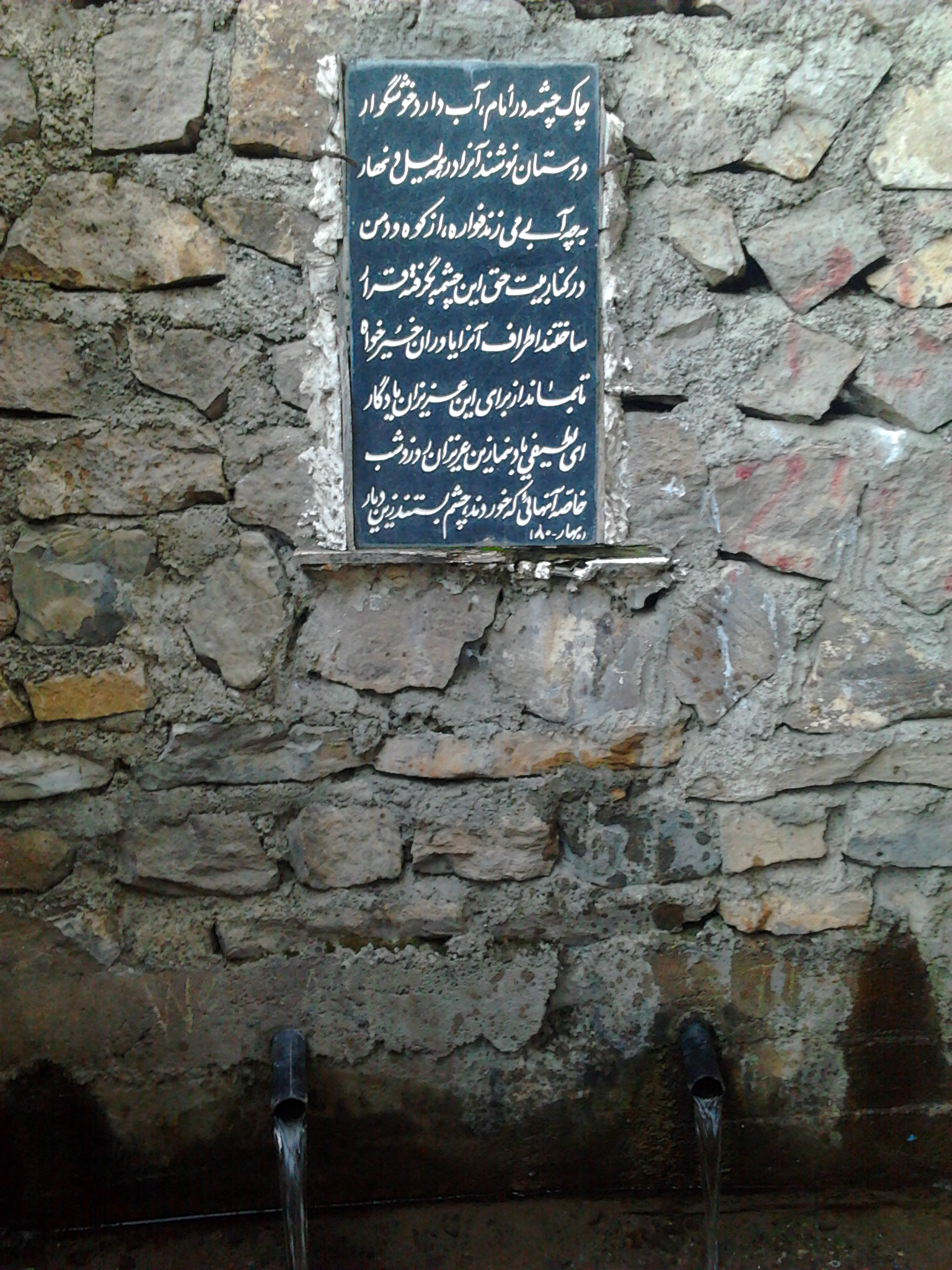
روستای امام
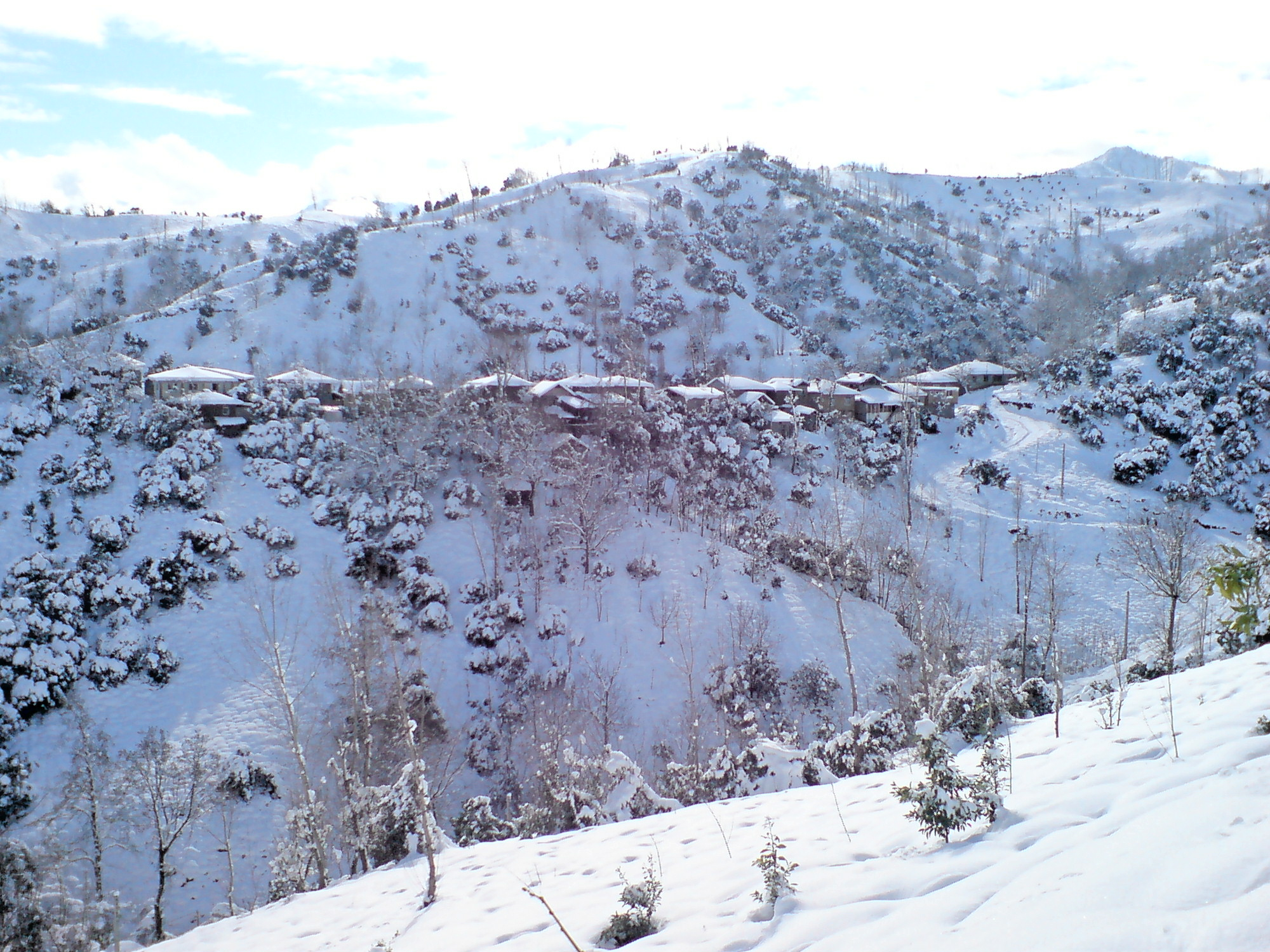
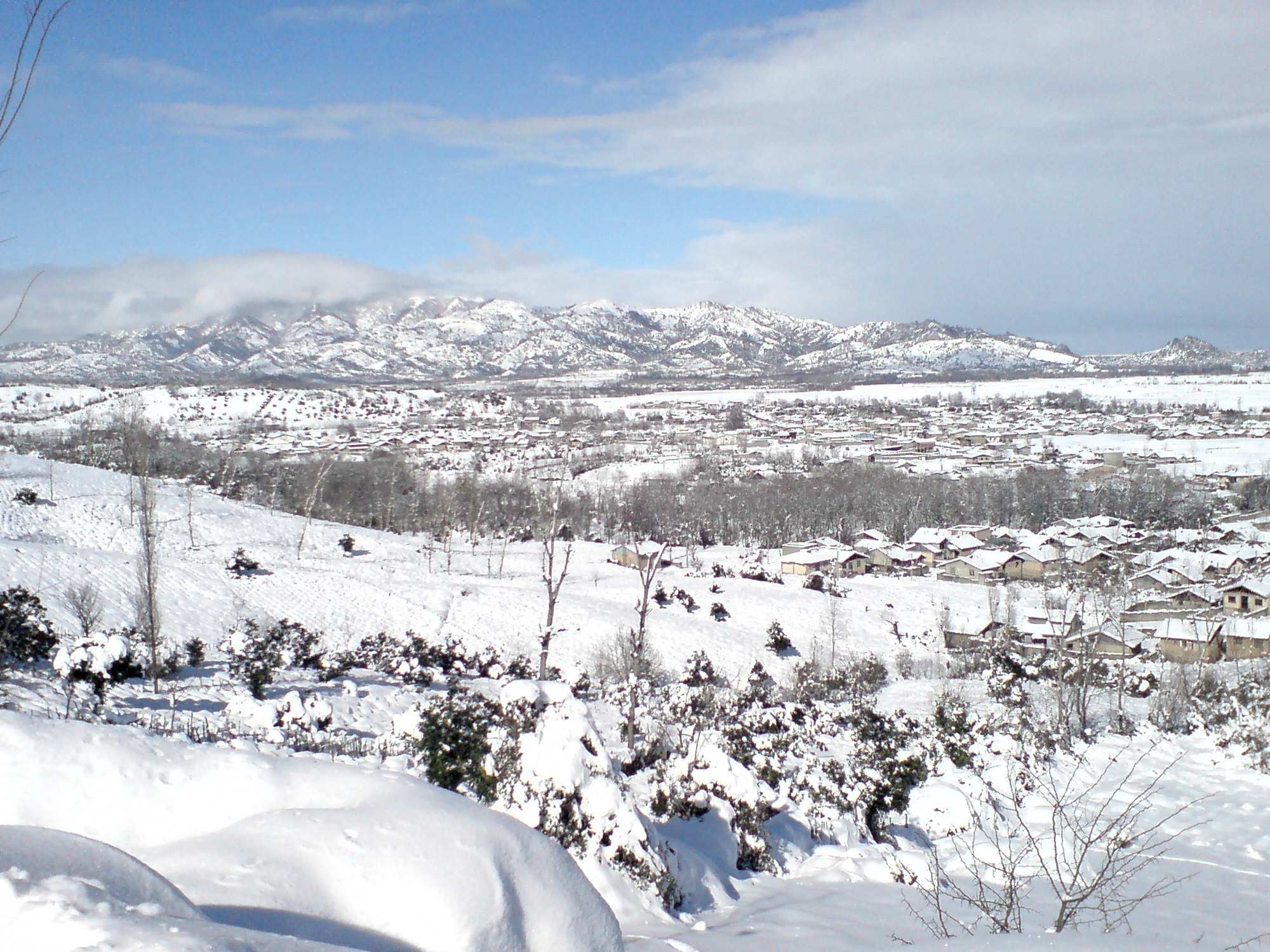
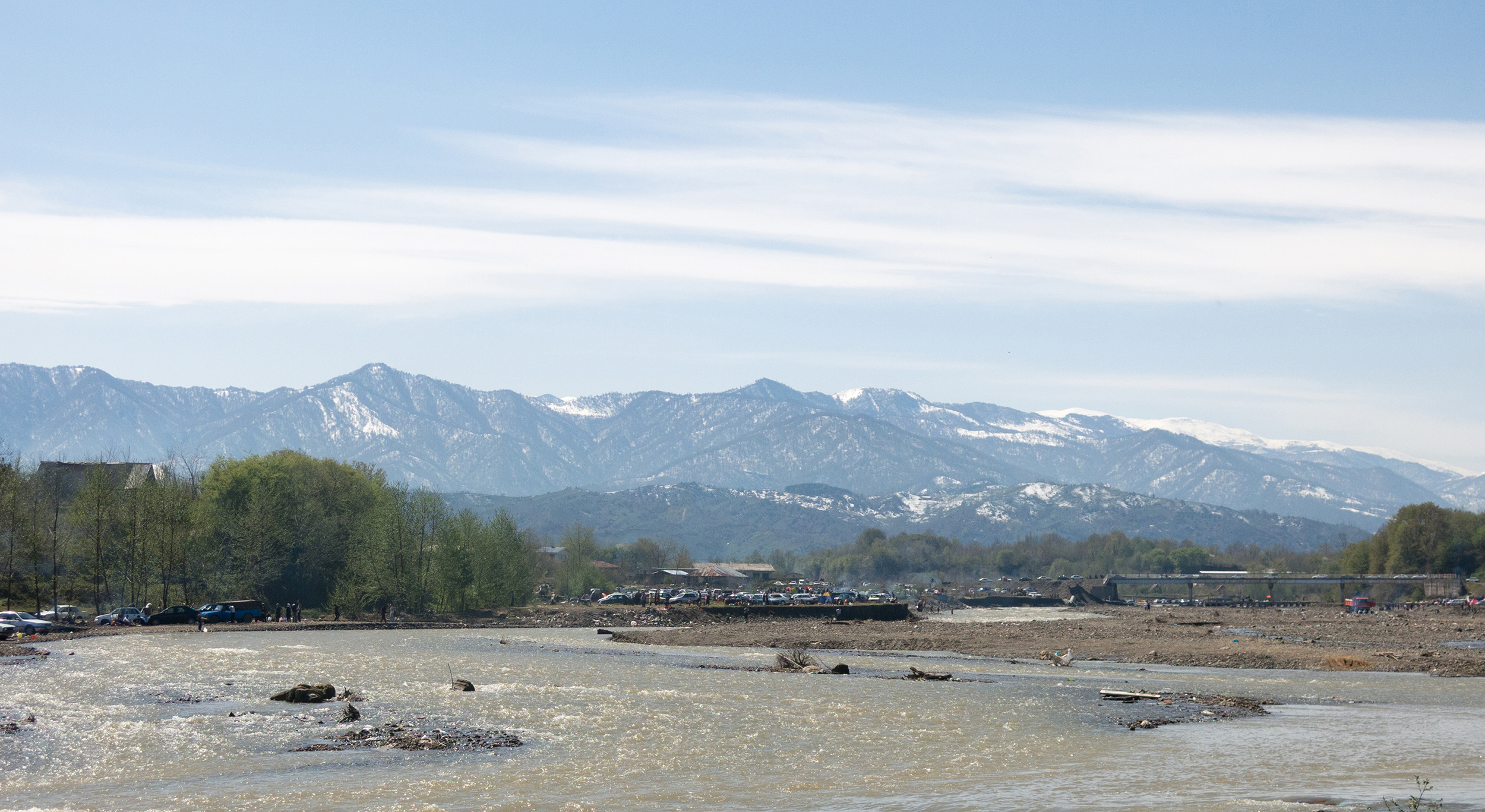
خرشتم در سیزدهمین روز نوروز
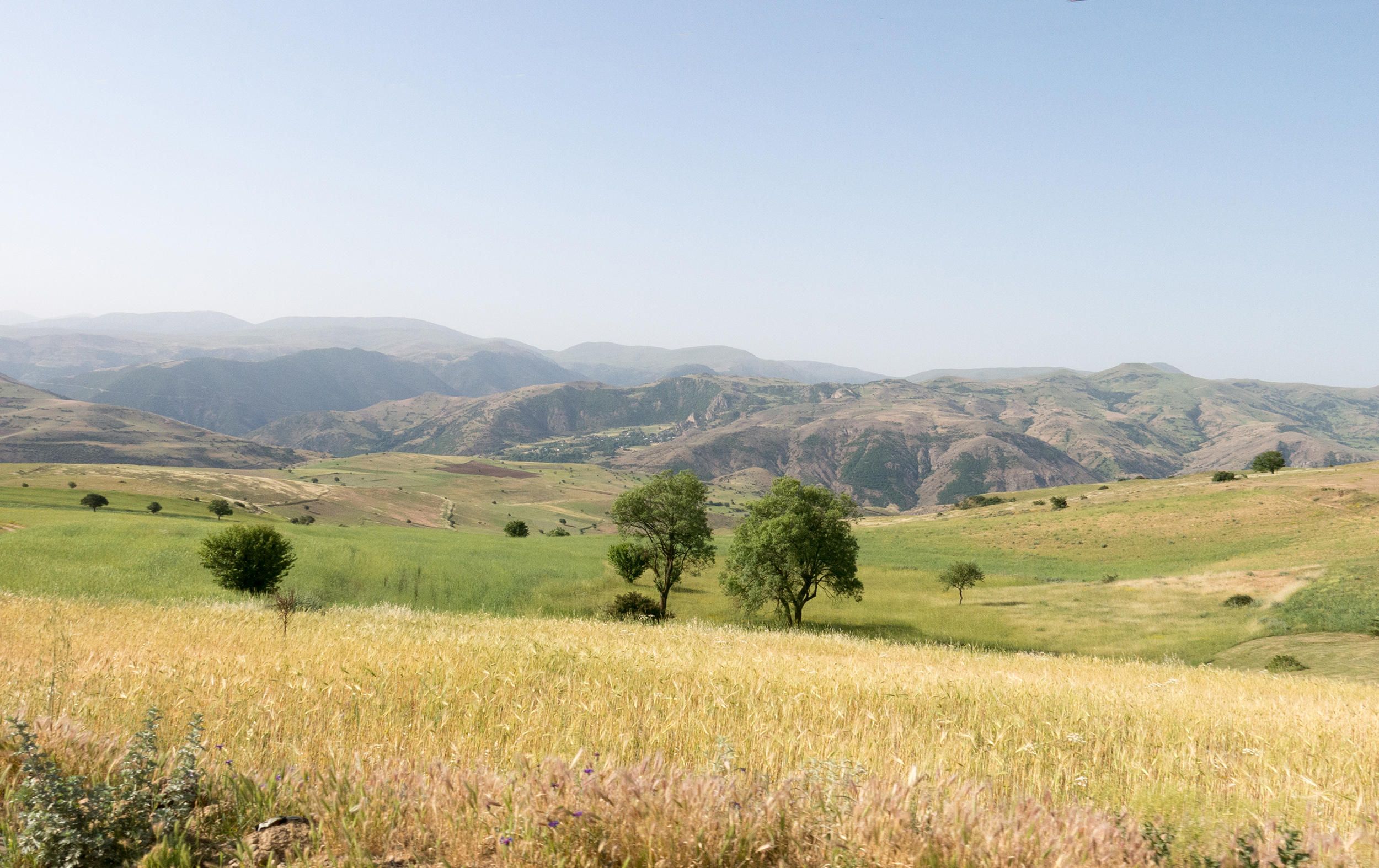
پوشش گیاهی در ارتفاعات شهرستان املش، جاده گولک
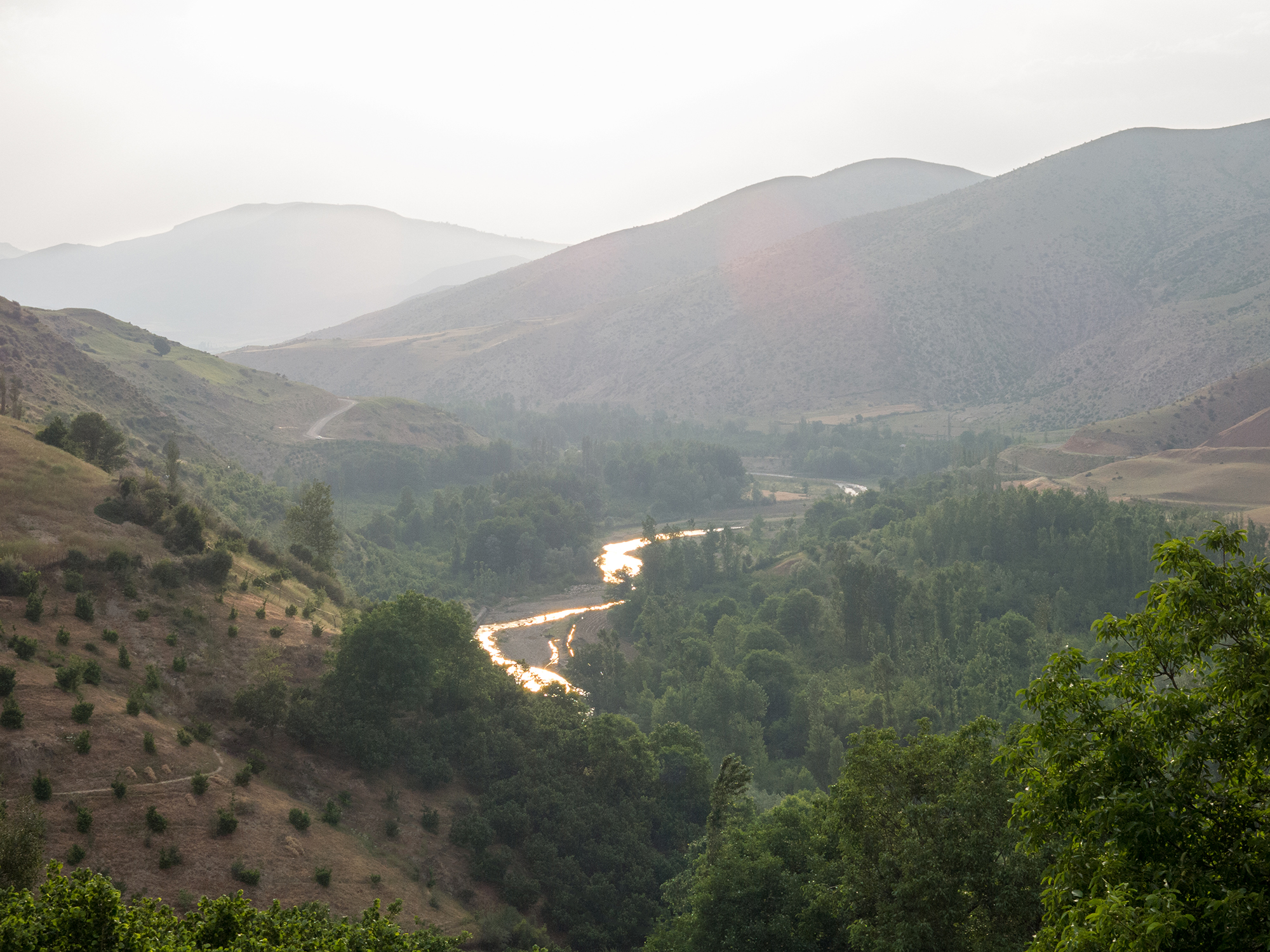
رودخانه روستای موسی کلایه
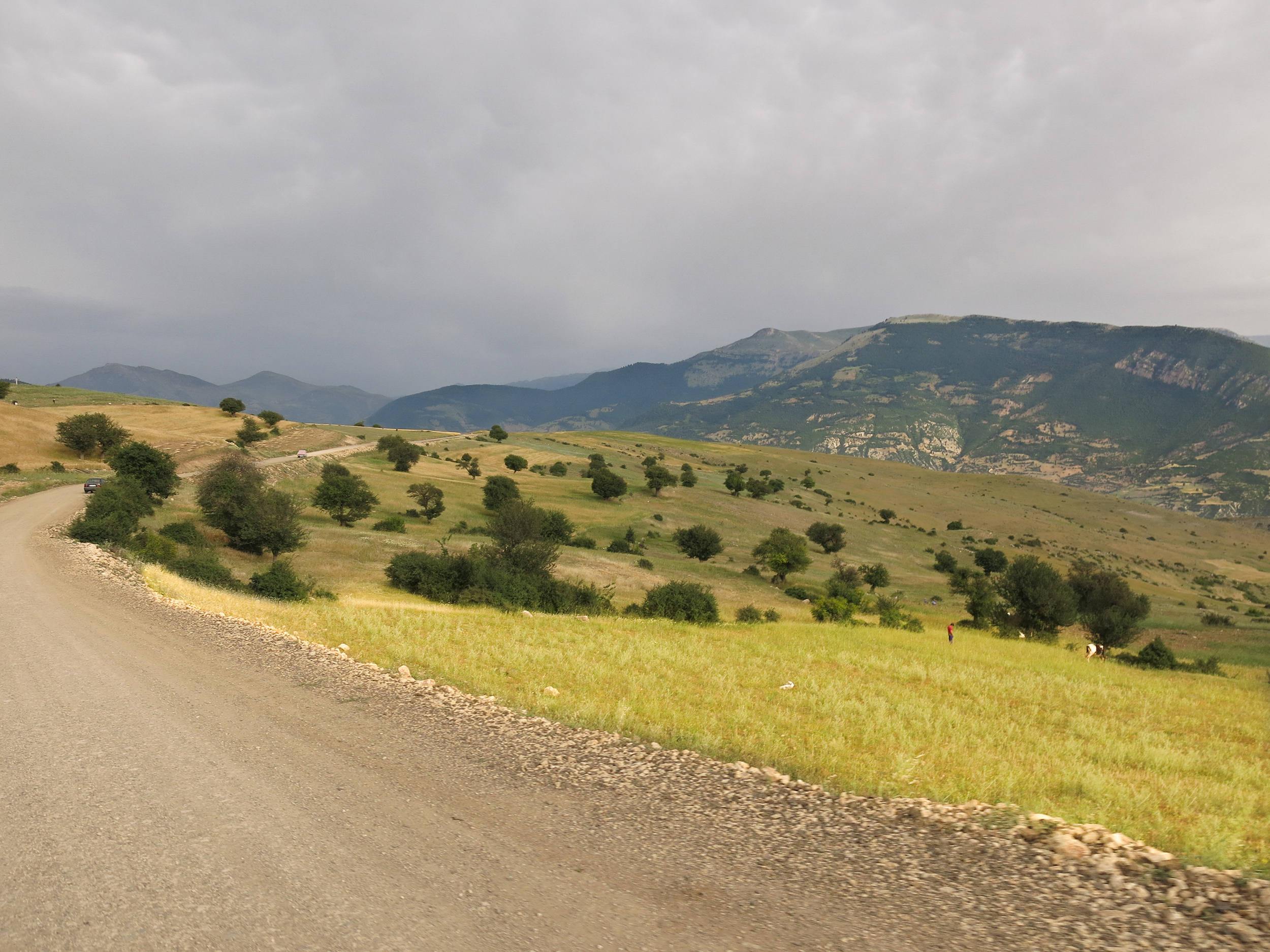
جاده روستای مربو از توابع شهرستان املش